# Slovenská advokátní komora
Slovenská advokátní komora (zkr. SAK, slov. Slovenská advokátska komora) je stavovským sdružením advokátů na Slovensku. Její sídlo je v Bratislavě, má regionální kancelář v Košicích. 
Slovenská advokátní komora byla utvořena roku 1990; v současnosti[kdy?] upravuje fungování komory zákon č. 586/2003 Z. z., o advokacii. 
Orgány komory jsou konference advokátů, předsednictvo, revizní komise a disciplinární komise.